# Knut Hovel Heiaas
Knut Hovel Heiaas (Ytre Enebakk, 21 aprile 1977) è un ex calciatore norvegese, di ruolo attaccante.

## Carriera

### Club
Heiaas passò dallo Strømmen al Vålerenga nel 2000. Debuttò in squadra il 16 aprile, sostituendo Bjørn Arild Levernes nel pareggio a reti inviolate sul campo del Bodø/Glimt. A fine stagione, però, il club retrocesse dalla Tippeligaen alla 1. divisjon. Il 27 agosto 2001 arrivò il primo gol in campionato per la squadra, nel 2-1 inflitto allo Aalesund. A fine stagione, la squadra tornò nella Tippeligaen. Il 16 giugno realizzò la prima marcatura con la maglia del Vålerenga, nella massima divisione norvegese: fu lui a fissare il punteggio sul definitivo 7-2 sullo Start.
Nel 2004, passò allo Hønefoss, in 1. divisjon. Esordì con la nuova casacca il 12 aprile, nella sconfitta per 1-0 contro lo Strømsgodset. L'11 agosto segnò la prima rete, nel 3-2 sul Mandalskameratene. Nel 2005 firmò per il Moss. Il primo incontro in questo club fu datato 10 aprile, quando subentrò a Tor Erik Moen nel pareggio a reti inviolate contro il Løv-Ham.
Nel corso dell'anno seguente, passò in prestito allo Hødd, debuttando il 2 luglio 2006, nella sconfitta per 2-0 sullo Haugesund. Il 16 luglio segnò la prima rete, nella sconfitta per 3-1 sul Follo.
In seguito giocò nel Drøbak/Frogn, poi tornò allo Strømmen e al Nesodden.